# National Film Award/Bester Animationsfilm
Die Gewinner des National Film Award der Kategorie Bester Animationsfilm (Best Animation Film) waren:
| Jahr | Film               | Sprache   | Regisseur      | Produzent     | Animator       |
| ---- | ------------------ | --------- | -------------- | ------------- | -------------- |
| 2006 | Kittu              | Telugu    | B. Satya       | K. Bhargava   |                |
| 2007 | Inimey Naangathaan | Tamilisch | S. Venky Baboo | S. Sridevi    | S. Venky Baboo |
| 2008 | Roadside Romeo     | Hindi     | Jugal Hansraj  | Aditya Chopra | TATA ELXSI     |

Der Preis wurde erstmals für das Jahr 2006 vergeben. Derzeit erhalten Produzent, Regisseur und Animator des Gewinnerfilms je einen Swarna Kamal und ein Preisgeld von 100.000 Rupien.